# Castro Theatre

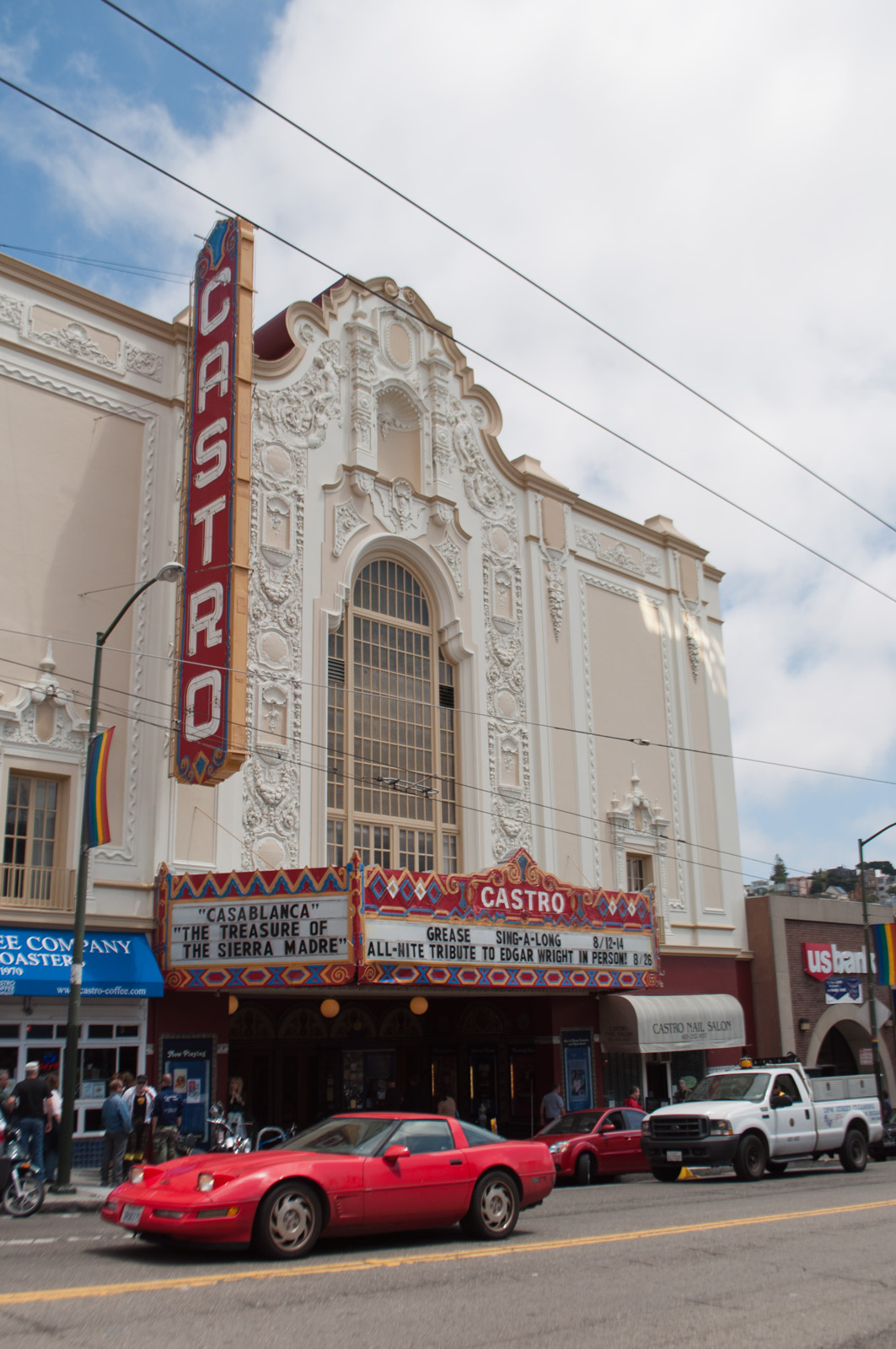
Gevel van het Castro Theatre.

Castro Theatre is een decoratief ingerichte bioscoop, een zogenaamd movie palace, in de Amerikaanse stad San Francisco (Californië). Het Castro Theatre ligt aan Castro Street in de gelijknamige buurt. Het gebouw dateert uit 1922 en heeft een barokke Spanish Colonial Revival-gevel die refereert aan de stijl van de in 1918 voltooide basiliek van de San Francisco de Asís-missie. De architect, Timothy L. Pflueger, ontwierp eveneens het Paramount Theatre in Oakland. Het Castro Theatre is sinds 1976 erkend als San Francisco Designated Landmark. Als een van de weinige bioscopen uit de jaren 1920, is het Castro Theatre nog steeds open.